# Fredrik Hasselquist
Fredrik Hasselquist (* 3. Januar 1722 in Törnevalla, Östergötland; † 9. Februar 1752 in Smyrna) war ein schwedischer Naturforscher. Sein offizielles botanisches Autorenkürzel lautet „Hasselq.“.

## Leben und Wirken
Fredrik Hasselquist, ein Sohn des Pfarrers Magnus Hasselquist, studierte ab 1741 an der Universität Uppsala und wurde dort bei Carl von Linné promoviert. Im Juni 1747 verteidigte er seine Dissertation mit dem Thema Vires plantarum („Die Kräfte der Pflanzen“).
Am 7. August 1749 brach er von Stockholm aus zu einer Reise in den Vorderen Orient auf. Mit der Ulrica reiste er nach Smyrna (Izmir), wo er im November ankam und den Winter verbrachte. Hier besuchte er unter anderem den Botanischen Garten, den William Sherard in Seyde Köy angelegt hatte. Im März 1750 wagte er von Smyrna aus eine Erkundung des Landesinneren und besuchte Magnesia am Sipylos. Anschließend segelte er nach Ägypten, erreichte über Alexandria und Rosette Kairo, wo er etwa neun Monate verbrachte. Mit neuem Geld versehen konnte er im Frühjahr 1751 schließlich seinen Weg nach Palästina fortsetzen. Er bereiste dort u. a. Jaffa, Jerusalem, Bethlehem, Ramla, Akkra, Nazareth, Tiberias und Jericho. Über Syrien, Rhodos, Zypern und Chios kehrte er wieder nach İzmir zurück und wartete auf ein Schiff, das ihn nach Europa zurückbringen konnte. Bald nach seiner Ankunft starb er an Tuberkulose und wurde auf dem dortigen Friedhof begraben.
Hasselquist hatte nicht nur eine umfangreiche Sammlung und zahlreiche Notizen zusammengetragen, sondern auch Schulden von 14.000 Thalern gemacht. Es bedurfte der Großzügigkeit von  Königin Luise Ulrike, damit Hasselquists Material ausgelöst und nach Schweden geschickt werden konnten.
Am 16. Juli 1755 erhielt Linné schließlich von Baron Carl Gustaf Gammal Ehrencrona (1710–1781) die Sammlung Hasselquists ausgehändigt. 1757 veröffentlichte Linné Hasselquists Notizen unter dem Titel Iter Palestinum eller Resa til Heliga Landet, 1749–1752. Sie enthalten vor allem ethnographische Beobachtungen. Das Buch wurde auch ins Deutsche übersetzt.
Hasselquist wurde 1750 in die Königliche Gesellschaft der Wissenschaften in Uppsala und 1751 in die Königlich Schwedische Akademie der Wissenschaften aufgenommen.

## Ehrungen
Carl von Linné benannte ihm zu Ehren die Gattung Hasselquistia aus der Pflanzenfamilie der Doldenblütler (Apiaceae).

## Schriften (Auswahl)
- Vires plantarum. 1747 (PDF; 5 MB) – Dissertation.
- Iter Palestinum eller resa til Heliga Landet, förrättad ifrån år 1749 til 1752. Stockholm 1757 (Digitalisat) – postum.
  - Reise nach Palästina in den Jahren von 1749 bis 1752 auf Befehl Ihro Majestät der Königinn von Schweden. Johann Christian Koppe, Rostock 1762 (Digitalisat, Digitalisat).